# Operațiunea Priboi
Operațiunea Priboi (în rusă Операция «Прибой» – Operațiunea „Valuri la mal”) a fost numele de cod al deportărilor sovietice în masă din statele baltice în perioada 25–28 martie 1949. Această acțiune mai este numită de istoricii baltici ca Deportarea din martie (în estonă Märtsiküüditamine, în letonă Marta deportācijas, în rusă Мартовская депортация). Peste 90.000 estoni, lituanieni și letoni, considerați „dușmani ai poporului”, au fost colonizați forțat în zone inospitaliere ale Uniunii Sovietice. Peste 70% dintre deportați au fost femei sau copii mai tineri de 16 ani.
Operațiunea a fost prezentată ca o campanie de „dezchiaburire”, fiind menită să ajute la  colectivizarea agriculturii baltice și să elimine baza de sprijin pentru rezistența armată a luptătorilor Frăției Pădurii împotriva  ocupației sovietice. Deportarea și-a atins scopurile în Letonia și Estonia unde, până la sfârșitul anului 1949, 93% și respectiv 80% dintre ferme fuseseră colectivizate. În Lituania în schimb, evoluția procesului de colectivizare a fost mai lent, iar sovieticii au organizat o a doua operațiune amplă de deportare în 1951– Operațiunea Osen. Deportările erau „pentru vecie”, fără nicio posibilitate de reîntoarcere. În timpul perioadei de destalinizare și  „dezgheț” hrușciovian, deportații au fost eliberați treptat și unii dintre ei au reușit să se întoarcă, dar mulți dintre descendenții lor locuiesc încă în orașele și satele siberiene și în zilele noastre.
Dată fiind situația generală mai bună din Uniunea Sovietică față de cea de la sfârșitul războiului, această deportare în masă nu a dus la atâtea victime ca deportările anterioare, mortalitatea raportată fiind mai mică de 15%. Datorită ratei ridicate a mortalității deportaților în primii ani ai exilului lor siberian, cauzată de incapacitatea autorităților sovietice de asigurare a condițiilor de viață adecvate la destinații din neglijență, nepăsare sau chiar premeditare, unele surse consideră aceste deportări un act de genocid. Curtea Europeană a Drepturilor Omului, luând ca baza Clauza Martens și principiile  Statutului Tribunalului Militar Internațional, a considerat că deportarea din martie a constituit o  crimă împotriva umanității.

## Luarea deciziei
Colectivizarea agriculturii în statele baltice a fost declanșat la începutul anului 1947, dar evoluția procesului a fost lent. În ciuda noilor taxe grele impuse fermierilor și a propagandei intense, doar aproximativ 3% din fermele din Lituania și Estonia s-au alăturat colhozurilor până la sfârșitul anului 1948. Autoritățile sovietice s-au folosit de experiența transformării agrigulturii de la începutul deceniului al patrulea și i-au identificat pe „culaci” (chiaburi) ca fiind obstacolul principal în calea colectivizării, aceștia devenind principala țintă a represiunii.
Nu există date sigure în legătură cu momentul în care a fost avansată ideea deportării în masă. Pe 18 ianuarie 1949, liderilor din cele trei republici sovietice baltice li s-a cerut să prezinte un raport lui Stalin. În aceeași zi, în timpul unei sesiuni a Biroului politic al CC al PCUS, s-a luat decizia declanșării deportărilor. Pe 29 ianuarie, a fost adoptată decizia strict secretă Nr. 390-138 ss de către Consiliul de Miniștri ai Uniunii Sovietice, prin care era aprobată deportarea culacilor, naționaliștilor, bandiților (gherila antisovietică), sprijinitorilor și familiilor lor din Lituania, Letonia și Estonia. Decizia a stabilit cote de deportare pentru fiecare republică: 8.500 de familii sau 25.500 de oameni din Lituania, 13.000 de familii sau 39.000 de oameni din Letonia și 7.500 de familii sau 22.500 de oameni din Estonia. Listele de culaci (chiaburi) care urmau să fie deportați trebuiau completate și aprobate de autoritățile din fiecare republică. Hotărârea stabilea și responsabilitățile fiecărui minister sovietic. Ministerul Securității Statului (MGB) era responsabil pentru arestarea și gruparea deportaților și transportul acestora la stațiile de cale ferată desemnate în prealabil. Ministrerul Afacerilor Interne (MVD) era responsabil pentru transportarea deportaților în domiciliile forțate, asigurarea de locuri de muncă la destinație și supravegherea și administrarea continuă.  Ministerul Finanțelor trebuia să asigure suficiente fonduri (5,60 ruble pe persoană pe zi de călătorie).  Ministerul Comunicațiilor a trebuit să asigure vagoanele de marfă pentru transportul deportaților.  Ministerele Comerțului și Sănătătii au trebuit să asigure hrana și îngrijirea medicală de-a lungul drumului până la destinație. Diferitele agenții guvernamentale au avut la dispoziție doar două luni pentru strângerea resurselor necesare deportării.

## Pregătirile

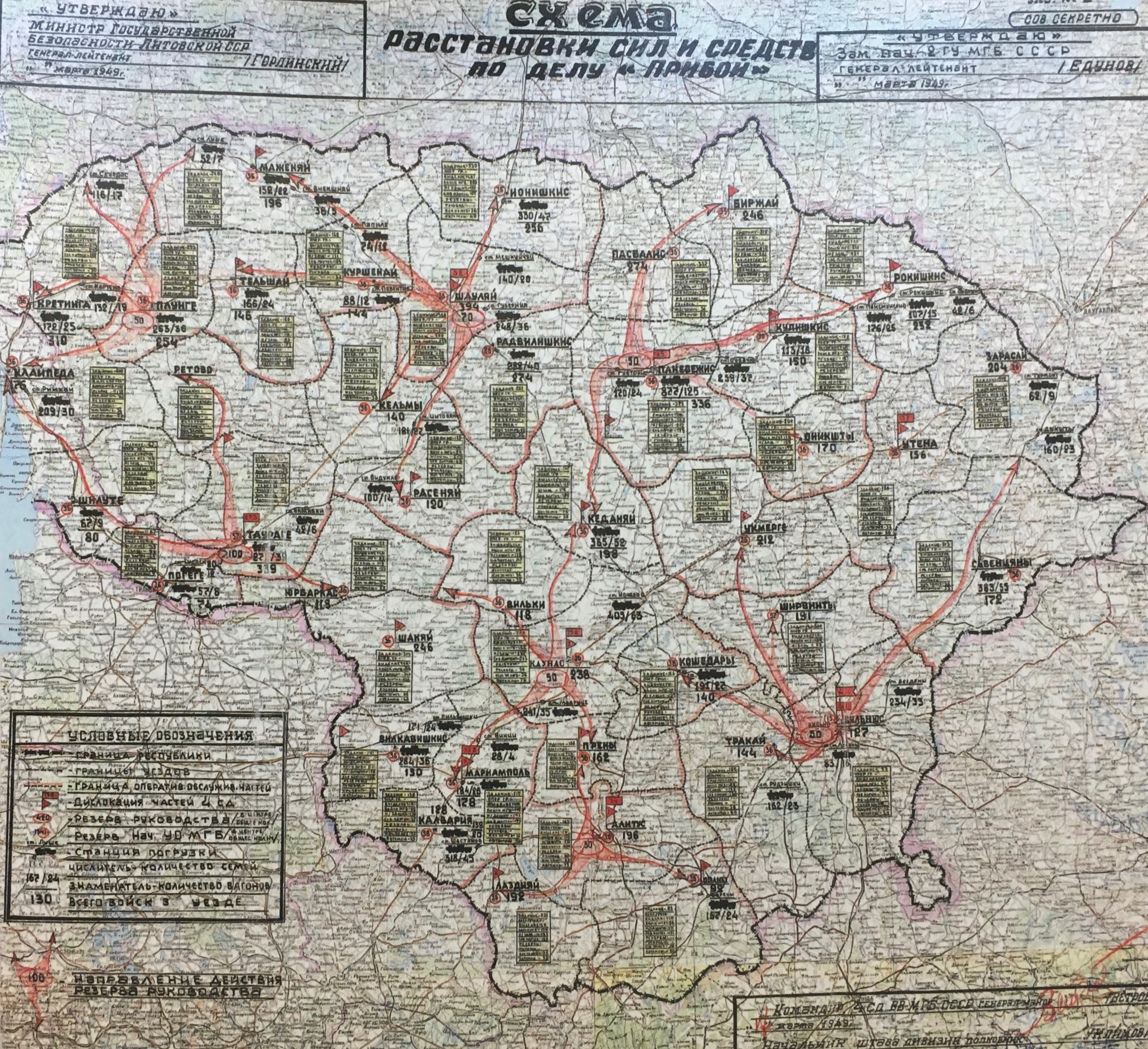
Planul deportărilor populației civile creat de Ministerul sovietic al Securității Statului (MGB)

Pe 28 februarie 1949, Viktor Abakumov, ministrul Ministerului Securității Statului (MGB), a semnat ordinul Nr. 0068 pentru pregătirea și executare deportărilor în masă. General-locotenent Pyotr Burmak commanded the MGB troops while Lieutenant General Sergei Ogoltsov, Deputy Minister of MGB, was in charge of the overall MGB role in the deportation. Burmak set up his headquarters in Riga. The success of the operation depended on its suddenness to prevent mass panic, escape attempts, or retaliations by the Forest Brothers. Therefore, secrecy was of paramount importance.

### Completarea listelor de deportați
Reprezentanții speciali ai Ministerului Securității Statului au fost trimiși la birourile locale ale MGB pentru formarea echipelor operative care să selecteze deportații și să întocmească un dosar pentru fiecare familie. Informațiile au fost colectate din mai multe surse diferite, inclusiv din dosarele republicane MGB ale „naționaliștilor” și „bandiților” (luptătorii de gherilă ai Frăției Pădurii), dosarele comitetelor executive locale, dosarele fiscale ale „culacilor” (chiaburilor) sau dosarele emigranților deținute de poliția frontieră. Deoarece membrii echipelor operative nu au avut la dispoziție suficient de mult timp pentru investigare atitudinilor sau activităților oamenilor în timpul ocupației germane, au existat multe cazuri contradictorii, în care activiștii comuniști au fost deportați, dar colaboratorii naziști nu au fost deportați. Acest lucru a dus la confuzie și incertitudine generalizate cu privire infracțiunile care justificau deportarea și acțiunile care ar putut garanta siguranța. Deportații au dat vina pe informatorii locali ai MGB care, credeau ei, au acționat din răzbunare sau lăcomie, dar cercetătorii estoni au descoperit că listele de deportați au fost completate fără o contribuție hotărâtoare din partea localnicilor.
Lista chiaburilor urma să fie pregătită de comitetele executive locale și aprobată oficial de Consiliul de Miniștri, dar din cauza termenului limitat și a caracterului secret al sarcinii, birourile locale MGB au întocmit propriile liste de „culaci”. Acest lucru a provocat multe confuzii în timpul operațiunii. Birourile locale MGB trebuiau să pregătească dosare de sinteză pentru fiecare familie și le trimită pentru aprobare biroului republican MGB. De exemplu, până la 14 martie, MGB-ul eston a aprobat dosare pentru 9.407 familii (3.824 culaci și 5.583 naționaliști și bandiți), numărul total al celor propuși pentru deportare depășind cu care au creat o rezervă de 1.907 familii peste cota inițială de deportare (Ordinul Nr. 390-138 ss prevedea cota de 7.500 de familii sau 22.500 de oameni).. În general, din cauza lipsei de timp, dosarele deportaților au fost adesea incomplete sau incorecte. Prin urmare, din aprilie până în iunie, au fost făcute corecții retroactive - au fost adăugate noi dosare pentru persoanele deportate, dar care mi apăreau pe listele inițiale de deportare, iar dosarele celor care au scăpat de deportare au fost eliminate.

### Desfășurarea de trupe suplimentare
| Unitătile suplimentare ale MDV                                   | Estonia | Latvia |
| ---------------------------------------------------------------- | ------- | ------ |
| Divizia 1 infanterie motorizată (Moscova)                        | 850     | 2.000  |
| Divizia a 13-a de infanterie motorizată (Leningrad), un regiment | 700     |        |
| Divizia 7 (Minsk), un regiment                                   | 1.000   |        |
| Divizia 4 (Lituania), un regiment                                |         | 1.000  |
| Școala de formare a corpului ofițerilor (Sortavala, Karelia)     | 400     |        |
| Școala secundară specializată militară ([[[Saratov]])            |         | 1.000  |
| Sergenți ai Corpurilor de securitate                             | 1.400   | 500    |
| Total                                                            | 4.350   | 4.500  |

Datorită amplorii imense a operațiunii Priboi, care a cuprins trei republici sovietice, au fost necesare resurse considerabile. MGB avea nevoie să concentreze personal, vehicule de transport și echipamente de comunicații, păstrând în același timp operațiunea secretă. MGB a trebuit, de asemenea, să elaboreze planuri pentru desfășurarea în teren a grupurilor operative și pentru modul de transportare a deportaților la gări. Cei 635 de oficiali ai MGB din Estonia, nu au fost suficienți pentru o operațiune de o asemenea amploare și 1.193 de agenți MGB din alte părți ale Uniunii Sovietice au fost transferați numai în această republică. În plus față de trupele deja staționate în Letonia și Estonia, au fost dislocați în cele două republici alți 8.850 de soldați din alte părți ale Uniunii Sovietice, ca să participe la operațiune. Cei 8.850 de soldați au ajuns în Letonia și Estonia în perioada 10-15 martie. Acestora nu li s-a spus adevărul despre misiunea lor decât mult mai târziu, iar sosirea lor a fost explicată ca fiind un exercițiu militar.
Pentru înarmarea corespunzătoare a agenților, au fost aduse încă 5.025 mitraliere și 1.900 de puști. Telecomunicațiile au fost o componentă vitală pentru a asigura buna desfășurare a operațiunii, astfel încât MGB a rechiziționat toate centralele telefonice civile pe toată durata și a adus un personal suplimentar de 2.210 specialiști în comunicații. Au fost livrate 4.437 vagoane de marfă. Au fost concentrate pentru operațiune 8.422 camioane. Dintre acestea, 5.010 au fost camioanele luate de la întreprinderi de stat, iar restul de la unități militare, din care 1.202 din Regiunea militară Leningrad, 210 din Regiunea militară belorusă și 700 de la unități ale Ministerului de Interne. Toate autovehiculele care au fost aduse din alte regiuni au staționat în afara republicilor baltice, dar în apropierea granițelor lor, ca să nu trezească bănuieli, dar să poată fi trimise rapid în misiune.
Pregătirile Ministerului Afacerilor Interne au avansat cu un ritm mai lent. Ordinul ministrului Nr. 00225 prin care diferitele departamente ale MVD erau instruite să se pregătească pentru deportare și să sprijine MGB a fost emis doar pe 12 martie. Peste șase luni, o comisie internă de verificare a criticat întârziere. Reprezentanții speciali ai MVD au ajuns în regiunile desemnate doar pe 18–22 martie.

## Punerea în practică a deportării

### Reunirea echipelor operative
| Personalul implicat                                | Numeric | Proporție (%) |
| -------------------------------------------------- | ------- | ------------- |
| Personalul Ministerului Securității Statului (MGB) | 8.215   | 10,8          |
| Trupele Ministerului de Interne                    | 21.206  | 27,8          |
| Trupele batalioanelor republicane de distrugere    | 18.387  | 24,1          |
| Activiști ai Partidului Comunist                   | 28.404  | 37,1          |
| Total                                              | 76.212  | 100,0         |

Ordinul inițial emis de Consiliul de Miniștri al Uniunii Sovietice a programat deportarea în perioada 20-25 martie, dar începerea operațiunii a fost amânată până dimineața zilei de 25 martie. Agenții operativi au fost dislocați în mediul rural începând cu 21 martie. Deportarea unei familii a fost efectuată de o mică echipă operativă de nouă-zece bărbați, care a inclus trei agenți MGB („ troika”), doi soldați din batalioanele republicane de distrugere și patru sau cinci activiști ai Partidului Comunist local, care erau înarmați de MGB. Întrucât agenții au fost convocați din alte regiuni ale Uniunii Sovietice, ei nu cunoșteau geografia locală și acest lucru a devenit o cauză frecventă pentru eșecul deportării familiei desemnate. O preocupare specială a organizatorilor operațiunii a fost includerea în echipa operativă a cel puțin un membru al Partidului Comunist sau Comsomolului, care acționa ca supraveghetor ideologic al echipei.
Recrutarea activiștilor locali ai Partidului Comunist într-un timp scurt de către organizatorii de partid a fost ultimul pas în organizarea echipelor operative. Pentru organizarea întâlnirilor partidului sau Comsomolului în care să fie aleși activiștii care să participe la deportare, au fost folosite numeroase justificări, precum discuții despre campania însămânțărilor de primăvară sau vizionarea unor filme. Activiștii aleși au fost trimiși să se alăture echipelor operative direct de la aceste întâlniri. Cei care nu au fost selectați pentru operațiune, au fost reținuți pentru păstrarea secretului până la finalizarea acesteia. Activiștii de partid rămâneau în gospodărie ca să facă inventarul bunurilor confiscate, în timp ce soldații îi escortat pe deportați la gări. Activiștii au fost importanți de asemenea ca să explice motivele deportării. Deoarece activiștii erau localnici, ei îi cunoșteau pe deportații și acești activiști, nu soldații necunoscuți, au devenit simbolul deportărilor, ceea ce a dus la apariția tensiunilor sociale.

### Arestarea familiilor
Fiecărei echipe operative îi fuseseră repartizate maxim patru familii pe care trebuiau să le aresteze în vederea deportării. După localizarea fermei repartizate, echipa urma să gospodăria și vecinătățile sale, să identifice toți locuitorii și să- le completeze dosarele. Familiilor li s-a permis să împacheteze unele dintre lucrurile lor personale (haine, vase, unelte agricole, ustensile de uz casnic) și alimente. Instrucțiuni oficiale permiteau ca familiile să ia cu ele până la 1.500 kg de bagaje, dar mulți deportați nu au ambalat suficiente provizii, deoarece li s-a acordat puțin timp, au fost dezorientați de situație sau nu au avut obiectele necesare în gospodărie. Proprietățile rămase în urma deportaților au fost transferate către colhozuri sau vândute pentru acoperirea cheltuielile statului. După caz, bunurilor imobile și terenurilor a fost retrocedate deportaților sau moștenitorilor acestora după destrămarea Uniunii Sovietice. Spre deosebire de ce se întâmplase în timpul deportărilor din iunie 1941, familiile deportate în 1949 nu au fost separate. Deportații au fost transportați la stațiile de cale ferată cu diferite mijloace de transport – căruțe cu cai, camioane sau vapoaree de marfă pentru estonii din insulele Saaremaa și Hiiumaa.
Deoarece oamenii aveau deja experiența deportărilor în masă, ei știau semnele prevestitoare (cum ar fi sosirea de trupe și vehicule noi) și au încercat să se ascundă. Prin urmare, sovieticii au înființat baraje rutiere, au organizat ambuscade în păduri, au urmărit și au interogat rudele deportaților, au efectuat controale în masă a documentelor de identitate etc. Împotriva reglementărilor, agenții de securitate urmau să trimită pentru deportare minorii fără părinți în gări, în speranța că părinții se vor prezenta singuri, ca să nu își lase copii fără sprijin. În ciuda tuturor măsurilor luate, nu toți fugarii au fost prinși și a fost nevoie de organizarea în Lituania a unor operațiuni mai mici de localizare și deportare a celor scăpați în prima operațiune Priboi din martie.

### Transportul pe calea ferată

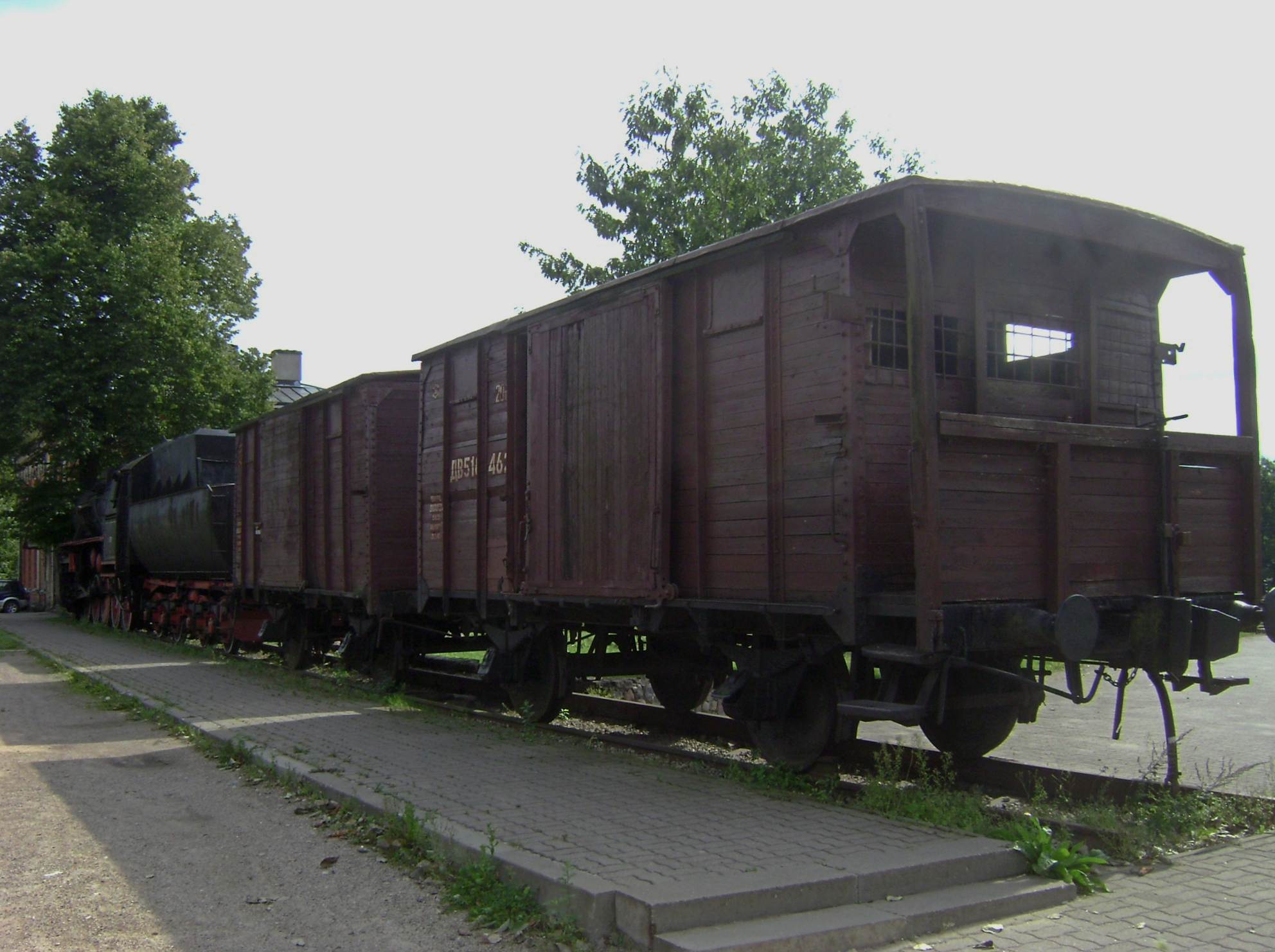
Vagoane de marfă folosite pentru transportarea deportaților expus în Vilnius

După ce erau urcați în trenuri, Ministerul de Interne devenea responsabil de soarta lor. Stațiile de îmbarcare aveau nevoie de supraveghere și securitate specială pentru prevenirea evadărilor, împiedicarea adunării rudelor familiilor deportate, a prietenilor sau a privitorilor, fiind alese pe cât posibil stații care nu se aflau în apropierea orașelor. Ofițerii Ministerului de Interne au recrutat informatori din rândul deportaților și au plasat sub pază specială persoanele clasificate cu risc de evadare. Vagoanele erau în mare parte vagoane de marfă standard de 20 de tone, fără niciun fel de instalație sanitară (rusă Нормальный товарный вагон). Vagoanele au fost folosite pentru transportarea în medie a 35 de persoane și a bagajelor lor, fiecărei persoane revenindu-i un spațiu de cam 0,5m2. Ultimul tren a plecat din Lituania în seara zilei de 30 martie.
Nu doar stațiile de cale ferată au fost păzite, dar militarii sovietici au patrulat și de-a lungul căilor ferate. În Estonia, patrulele militare au fost atacat în trei incidente separate. Într-un astfel de incident de lângă Püssi de pe 37 martie au fost deraiate trei vagoane de cale ferată. Membrii patrulelor au avut ca sarcină, printre altele, să adune scrisorile aruncate pe ferestrele vagoanelor de către deportați. Deportații își luat la revedere de la familie și patrie, dădeau informații despre soarta lor, se plângea de condițiile din tren și își exprimau sentimentele antisovietice. Călătoria deportaților cu trenul a durat în medie două săptămâni, dar au existat cazuri în care a durat aproape o lună. De exemplu, un tren plecat din Võru pe 29 martie a ajuns în stația Makarevo din Regiunea Irkutsk pe 22 aprilie. Un raport al Ministerului de Interne din 30 mai, se afirma că 45 de estoni au murit în timpul transportului și 62 alții au fost coborâți din tren din cauza înrăutățirii stării de sănătate.

## Rezultate
Aproximativ 72% dintre deportați au fost femei și copii mai mici de 16 ani. Ministrul de interne sovietic, Serghei Kruglov, i-a raportat lui Stalin pe 18 mai că printre deportați s-au aflat 2.850 de „bătrâni solitari decrepiți”, 1.785 de copii fără părinți care să-i întrețină și 146 de persoane cu infirmități. Aproximativ 15% dintre deportați aveau o vârstă mai mare de 60 de ani. Au fost deportați și oameni foarte în vârstă. De exemplu, a fost deportată o lituaniană de 95 de ani.
| Republica | Trenuri | Familii | Persoane | Bărbați          | Femei            | Copii (sub 16 ani) |
| --- | ------- | ------- | -------- | ---------------- | ---------------- | ------------------ |
| Estonia | 19      | 7.471   | 20.480   | 4.566 sau 22,3%  | 9.866 sau 48,2%  | 6.048 sau 29,5%    |
| Letonia | 33      | 14.173  | 41.708   | 11.135 sau 26,7% | 19.535 sau 46,8% | 11.038 sau 26,5%   |
| Lituania | 24      | 8.985   | 28.656   | 8.929 sau 31,2%  | 11.287 sau 39,4% | 8.440 sau 29,5%    |
| Total | 76      | 30.629  | 90.844   | 24.630 sau 27,1% | 40.688 sau 44,8% | 25.526 sau 28,1%   |
| Heinrihs Strods oferă cifre mai mari: 20.713 de persoane din Estonia, 42.149 de persoane din Letonia, 31.917 de persoane din Lituania, cu un total de 94.779 de persoane. |         |         |          |                  |                  |                    |

## Urmări
Deportările au fost un șoc pentru societățile estone și letone. Rata colectivizării a crescut de la 8% la 64% în perioada 20 martie - 20 aprilie în Estonia și de la 11% la peste 50% în perioada 12 martie - 9 aprilie în Letonia. Pana la sfârsitul anului, 80% dintre fermele estone și 93% dintre cele letone intraseră în colhozuri. În Lituania, care a avut o mișcare de rezistență armată antisovietică mai puternică și avusese deja parte de o deportare în masă în mai 1948 (Operațiunea Vesna), impactul nu a fost la fel de mare, iar rata de colectivizare a fost de 62% până la sfârșitul anului 1949. Prin urmare. sovieticii au organizat o altă mare deportare din Lituania în aprilie 1949, vizând în mod specific pe cei care au scăpat de Operațiunea Priboi (aproximativ 3.000 de oameni) și o altă deportare în masă cunoscută sub numele de Operațiunea Osen la sfârșitul anului 1951 (mai mult de 20.000 de oameni). Căutările și arestările individuale ale persoanelor care scăpaseră în primul val de deportarea au continuat în Estonia până cel puțin la sfârșitul anului 1949.
| Regiunea Uniunii Sovietice | Familii | Persoane | Numărul mediu de membri de familie | % din totalul deportaților |
| -------------------------- | ------- | -------- | ---------------------------------- | -------------------------- |
| Regiunea Amur              | 2.028   | 5.451    | 2.7                                | 5,8                        |
| Regiunea Irkutsk           | 8.475   | 25.834   | 3.0                                | 27,5                       |
| Ținutul Krasnoiarsk        | 3.671   | 13.823   | 3.8                                | 14,7                       |
| Regiunea Novosibirsk       | 3.152   | 10.064   | 3.2                                | 10,7                       |
| Regiunea Omsk              | 7.944   | 22.542   | 2.8                                | 24,0                       |
| Regiunea Tomsk             | 5.360   | 16.065   | 3.0                                | 17,1                       |
| Total                      | 30.630  | 93.779   | 3.1                                | 100,0                      |

Trupele suplimentare deplasate în statele baltice pentru operațiune au părăsit Letonia și Estonia în perioada 3–8 aprilie. Printr-un decret al Prezidiului Sovietului Suprem al URSS s-a hotărât acordarea de ordine și medalii pentru finalizarea cu succes a Operațiunii Priboi. 75 de persoane au primit Ordiunul „Steagul Roșu”, iar numele lor au fost publicate în Pravda pe 25 august 1949. Pe 26 august, Pravda a publicat numele a 17 persoane cărora li s-a acordat Ordinul Războiului Patriotic clasa întâi pentru curajul și eroismul demonstrat în timpul operațiunii.
Deportații au fost exilați „pentru vecie” și au avut dreptul să se întoarcă acasă, fiind instituită pedeapsa de douăzeci de ani de muncă grea pentru încercări de evadare. Au fost înființate 138 de noi comenduiri pentru monitorizarea deportaților, cenzurarea trimiterilor poștale și prevenirea evadărilor. Deportaților nu li s-a permis să părăsească zona desemnată și li s-a cerut să se prezinte lunar pentru control la sediu local al Ministerului de Interne. Neprezentarea pentru control reprezenta o infracțiune. Deportații au primit în general locuri de muncă în colhozuri și sovhozuri, iar o mică parte au fost angajați în silvicultură sau mici unități industriale. Condițiile de viață au variat foarte mult în funcție de destinație, dar lipsa de locuințe adecvate s-a manifestat peste tot. Deportați locuiau în barăci, magazii agricole, colibe din chirpici sau au închiriat camere în casele localnicilor. Condițiile de viață au depins de numărul de persoane adulte dintr-o familie apte de muncă, deoarece pâinea a fost alocată în funcție de zilele-muncă, nu funcție de numărul de membri ai familiei. Unele rude rămase acasă au putut trimite deportaților pachete cu alimente, care i-au ferit pe aceștia din urmă de malnutriție. Până pe 31 decembrie 1950. 4,123 sau 4,5% dintre deportați au murit, dintre aceștia 2.080 fiind copii. În aceeași perioadă s-au născut în exil 903 copii.

## Vedeți și:
- Deportările sovietice din Estonia
- Deportările sovietice din Letonia
- Deportările sovietice din Lituania
- Extrădarea de către suedezi a soldaților baltici